# Schloss Český Krumlov

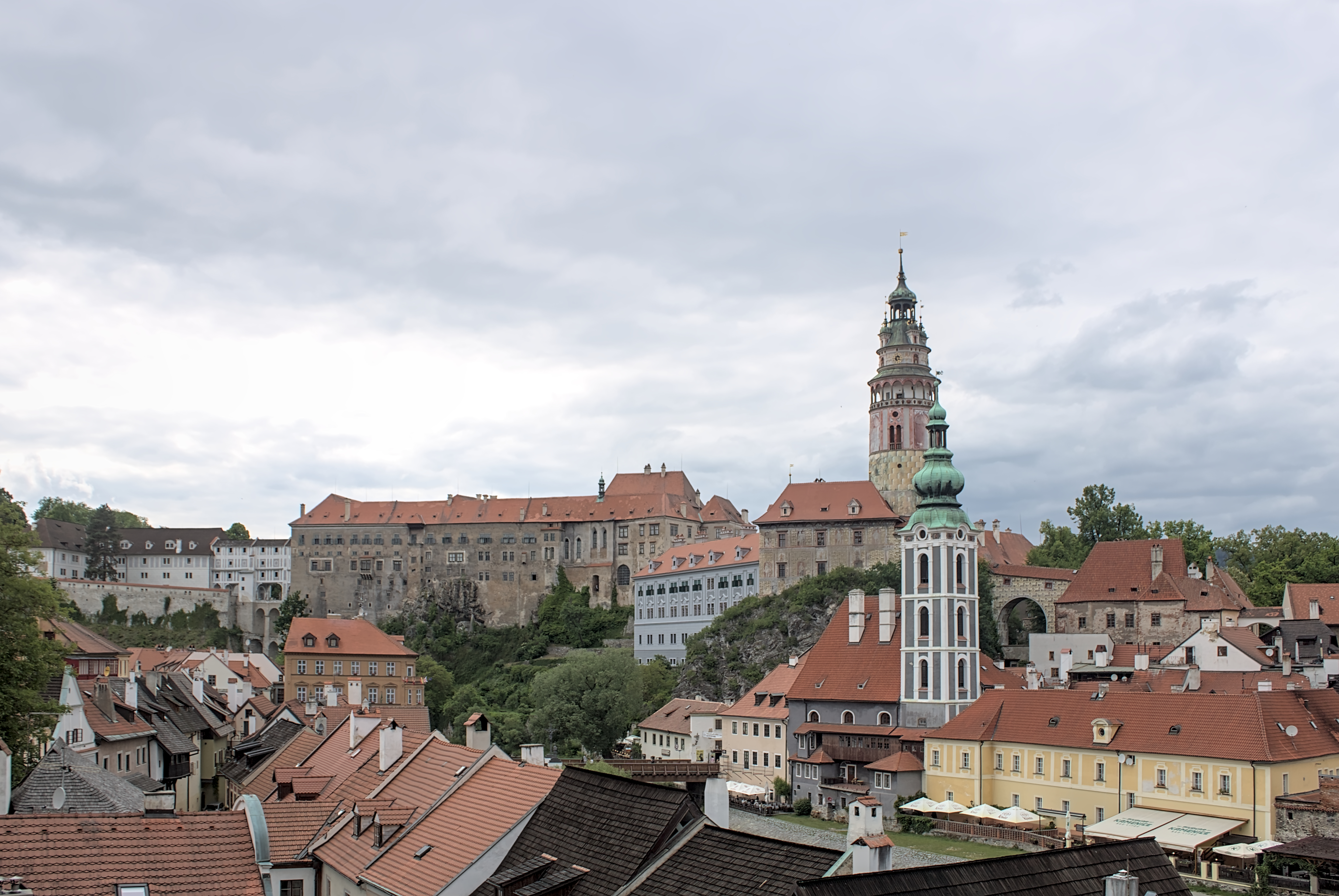
Schloss Krumau

Schloss Krumau (tschechisch Zámek Český Krumlov) ist ein Renaissance-Schloss im böhmischen Český Krumlov (deutsch Krumau). Mit rund 225.000 Besuchern im Jahr 2024 ist es eines der meistbesuchten Schlösser Tschechiens. Es entwickelte sich aus einer Burg, die um 1240 vom Krumauer Familienzweig der Witigonen errichtet wurde. Das gesamte Areal wurde 1989 zum Nationalen Kulturdenkmal erklärt und 1992 in das Verzeichnis des Welterbes der UNESCO aufgenommen.

## Bedeutung

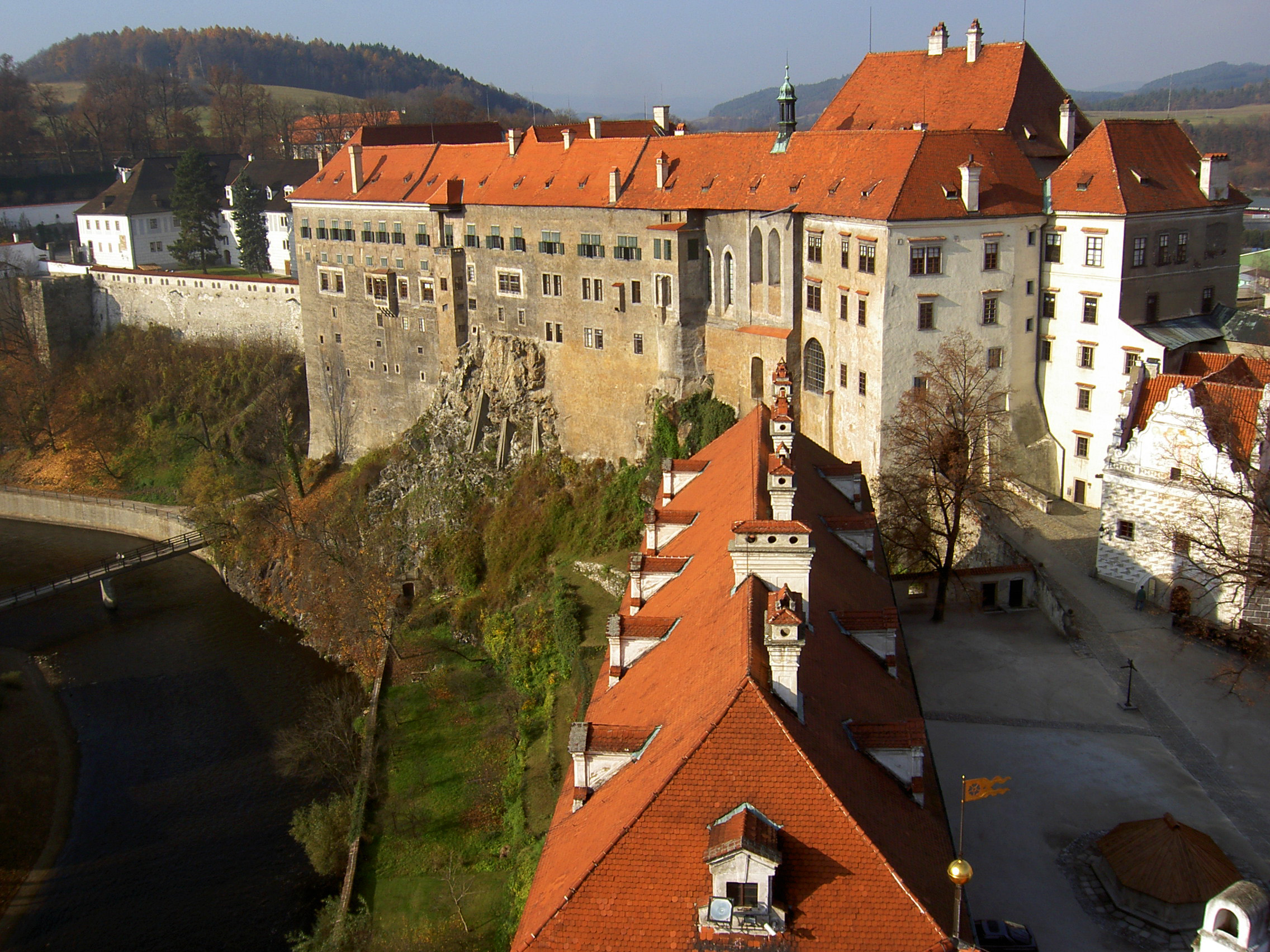
Obere Burg

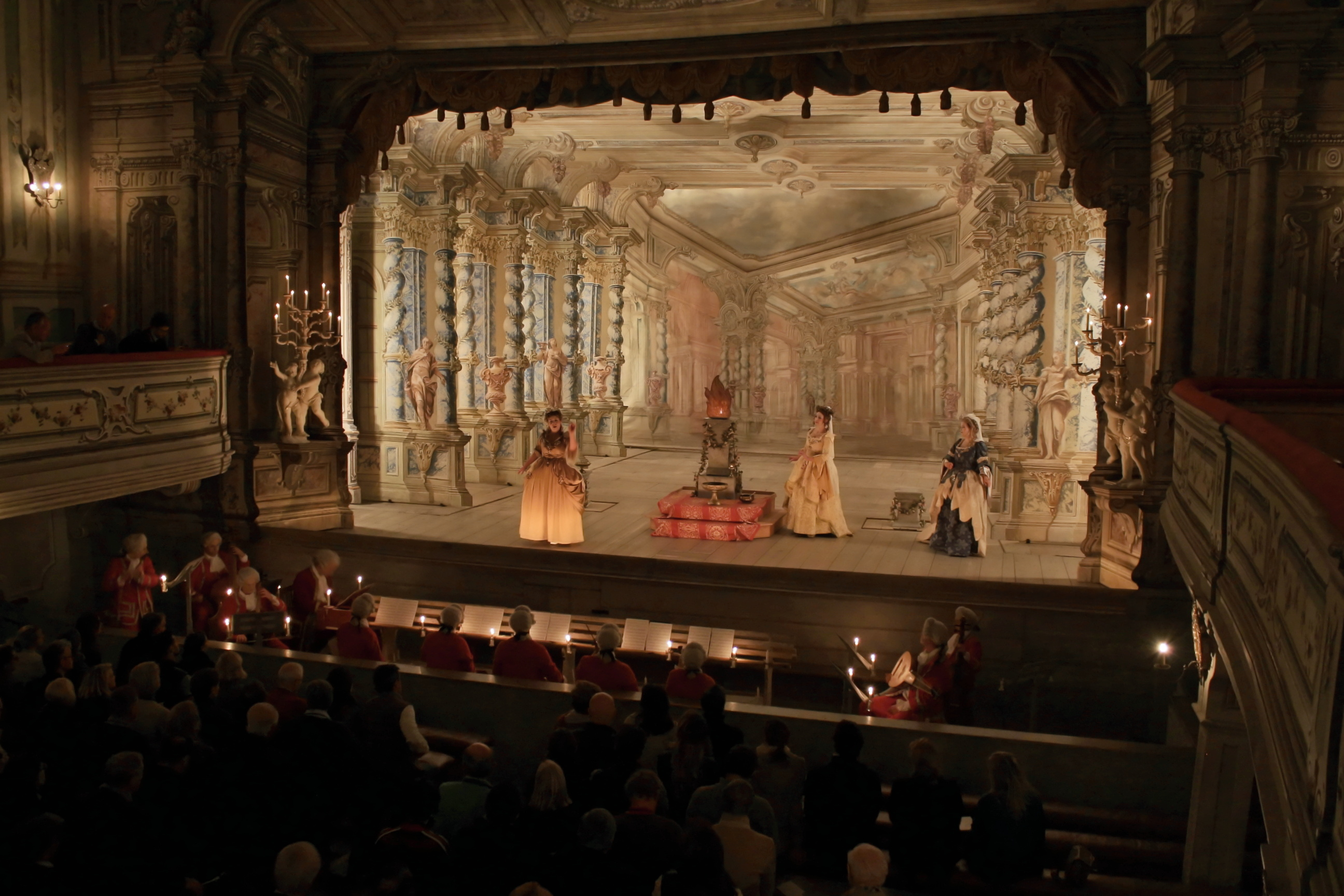
Barocktheater

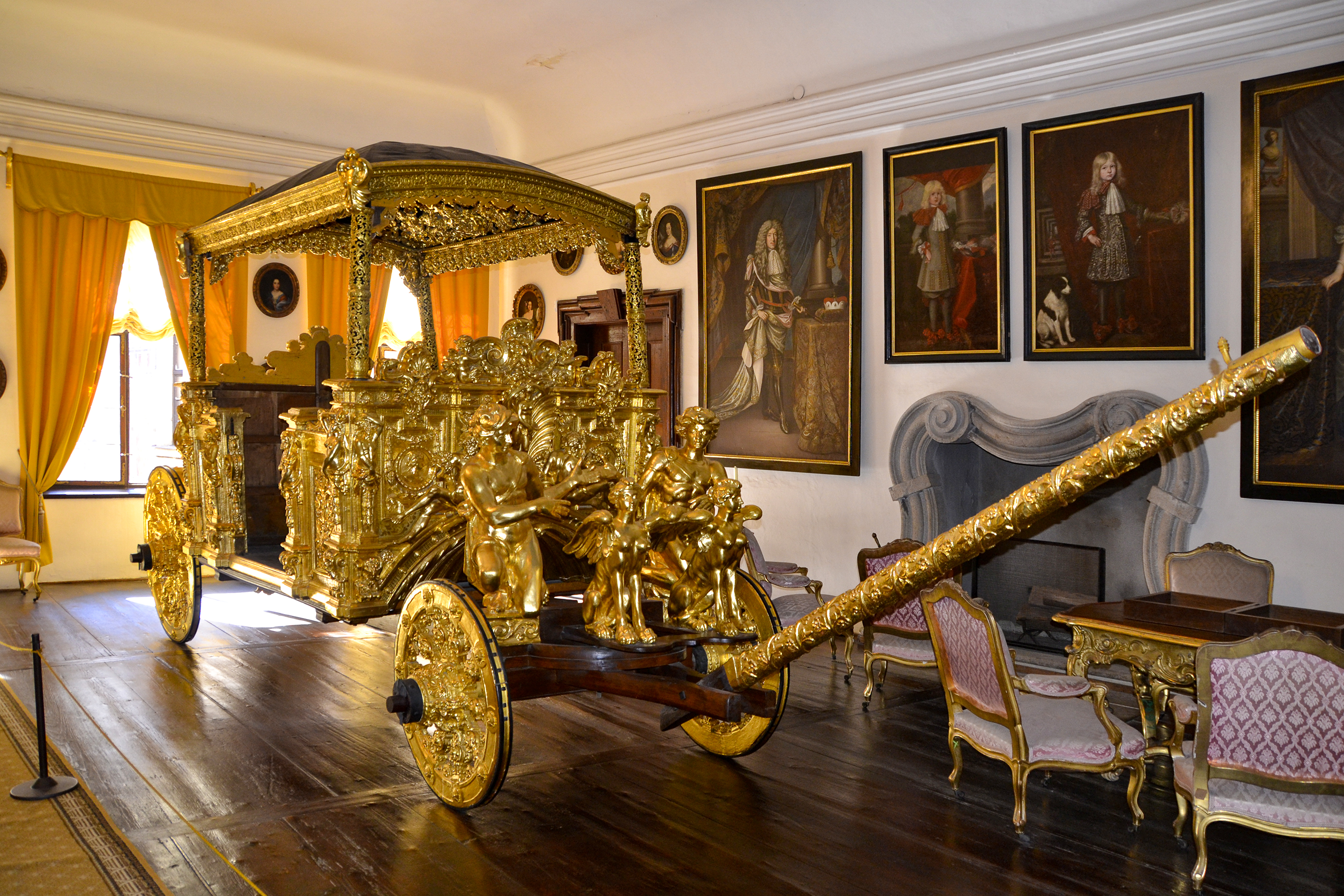
Die Goldene Kutsche aus dem Jahr 1638

Das Schloss liegt über einer Furt auf einem langgestreckten, hohen Felsvorsprung, der im Süden von der Moldau und im Norden von der Polečnice umflossen wird. Wegen seiner Architektur und der historischen Bedeutung gehört es zu den wichtigsten Baudenkmälern Mitteleuropas. Es ist nach der Prager Burg der zweitgrößte historische Bau in Tschechien. Auf dem sieben Hektar großen Schlossareal befinden sich vierzig Gebäude und Paläste sowie fünf Schlosshöfe und der Schlossgarten. Im gesamten Komplex blieben wertvolle Renaissance- und Barockräume und Säle mit Kunstgegenständen der letzten fünf Jahrhunderte erhalten. Wertvoll ist die Sammlung der flämischen Tapisserien sowie die große Bilderausstellung. Sehenswert ist die Rokokokapelle und der große Maskensaal mit illusionistischen Malereien von Josef Lederer aus dem Jahre 1748. Zu den Kuriositäten gehört eine goldene Kutsche aus dem Jahr 1638, welche Johann Anton I. von Eggenberg anlässlich einer Audienz bei Papst Urban VIII. benutzte. Auf dem fünften Hof befindet sich das große Barocktheater. Heute gibt es Aufführungen im Rahmen des jährlichen Barockfestes im Juni. Im Schlossgarten befindet sich ein Lustschloss, eine Kaskadenfontäne und eine Drehtribüne für sommerliche Musiktheateraufführungen. Seit Ende des 16. Jahrhunderts werden im Burggraben Bären gehalten.

## Geschichte

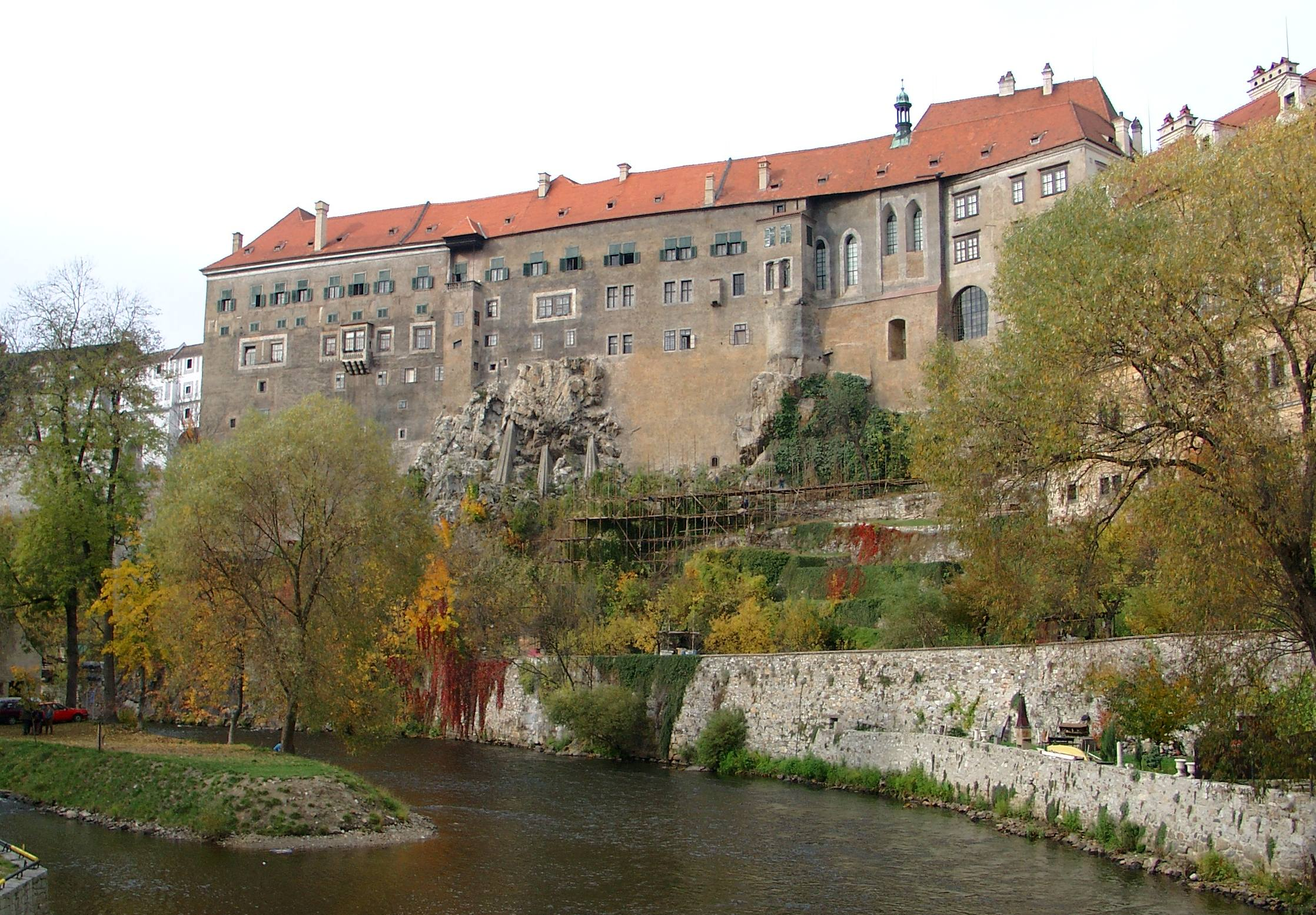
Schloss mit Moldauschleife

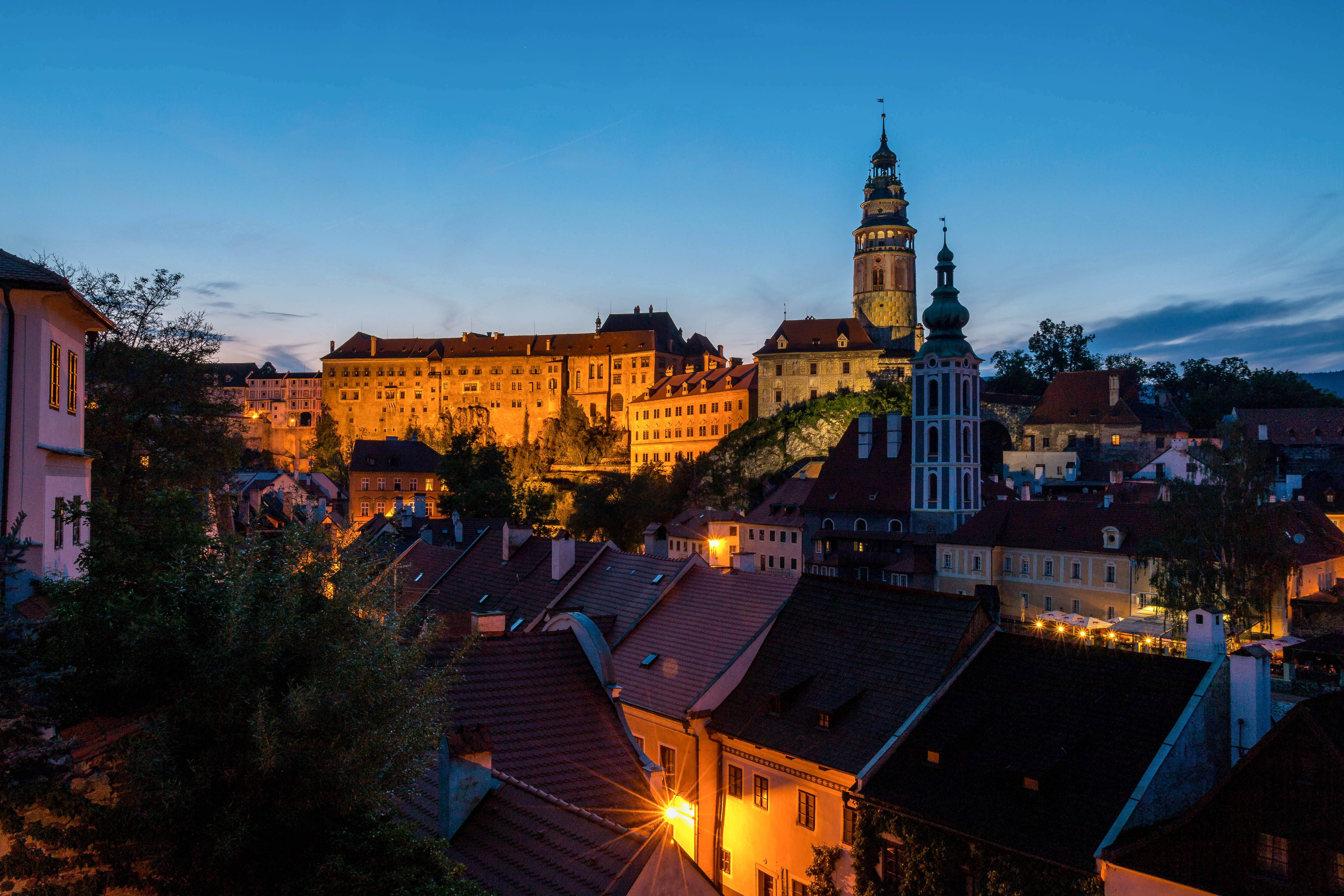
Das Schloss am Abend

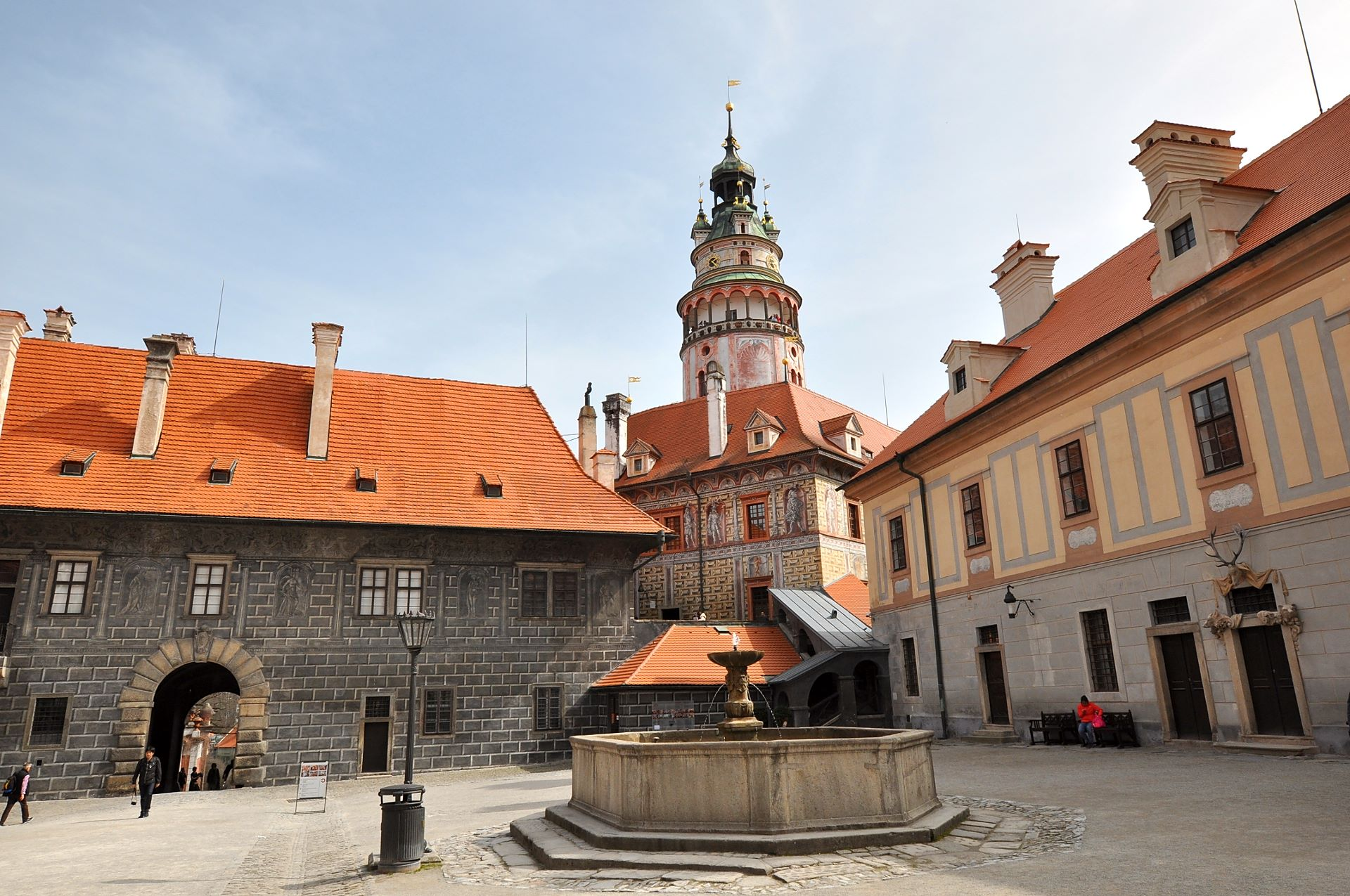
Hof mit Blick zum Schlossturm

Der Name des Schlosses Krumau kann aus dem mittelhochdeutschen Crumbenouwe abgeleitet werden. Er beschreibt die Landschaft, auf der sich das Schloss befindet als krumbe ouwe, also eine Stelle auf einer krummen Au. Die älteste schriftliche Erwähnung der Burg stammt aus der Zeit 1240–1242, als sie der österreichische Ritter und Minnesänger Ulrich von Liechtenstein in seinem Gedicht „Frauendienst“ verewigte. Erstmals urkundlich erwähnt wurde „Chrumbenowe“ 1253 in einem Dokument des böhmischen Königs Ottokar II. Damals gehörte die Burg dem „Witiko de Chrumbenowe“, der ein Enkel des Stammvaters Witiko d. Ä. des witigonischen Familienzweiges der Herren von Krumau war. In der zweiten Hälfte des 13. Jahrhunderts wurde an der Stelle der heutigen Burg die Untere Burg mit einem runden Turm erbaut. Nach dem Tod Woks II. von Krumau 1302, mit dem der Krumauer Familienzweig erlosch, gingen dessen Besitzungen auf den ebenfalls witigonischen Familienzweig der Rosenberger über.
Heinrich I. von Rosenberg († 1301) verlegte seinen Sitz von der Burg Rosenberg auf die Burg Krumau, die den Rosenbergern drei Jahrhunderte lang als Residenz diente. Während der Herrschaft Heinrichs I. und seines Sohnes Peter I. von Rosenberg (1291–1347) wurde die Kleine Burg unter dem Turm großzügig erweitert. Peter I. von Rosenberg errichtete im ersten Drittel des 14. Jahrhunderts die Obere Burg, die aus zwei Palästen und zwei mächtigen Quadrattürmen bestand. Die Burg hatte, außer der Wehr- und Wohnfunktion, auch die Aufgabe eines Hauptverwaltungszentrums der ausgedehnten der Herrschaft Krumau. Peter I., der die bedeutenden Ämter des Höchsten Kämmerers und Landeshauptmanns von Böhmen bekleidete, bemühte sich, aus Český Krumlov die südböhmische Analogie zu der Prager königlichen Metropole zu machen. Auf Wunsch von Peters Gemahlin Katharina von Wartenberg wurde auf der Burg die St. Georgs-Kapelle errichtet, die Ende 1334 eingeweiht wurde.
Ulrich II. von Rosenberg ließ 1444–1447 die Wohnräume der Oberen Burg zu einem dreiflügeligen Palast umbauen. Dort befindet sich auch die kleine Kapelle aus den Jahren 1430–1440, die einen Flügelaltar mit dem Monogramm des Meisters „IP“ aus dem ersten Viertel des 16. Jahrhunderts beherbergt. 1503–1513 erfolgte ein weiterer Umbau im Stil der Spätgotik nach Entwurf des Baumeisters Ulrich Pesnitzer aus Burghausen. Nach 1550 veranlasste der damalige Regent Wilhelm von Rosenberg, der das Amt des böhmischen Oberstlandeskämmerers und Obersten Burggrafen bekleidete, eine umfassende Umgestaltung der Burg, bei der neben den Privatgemächern auch mehrere Prunkräume, u. a. der Goldene Saal, geschaffen wurden. Die Leitung der Umbauten oblag den italienischen Baumeistern Antonio Ericer und Baldassare Maggi. 1580 ließ Wilhelm von Rosenberg den Turm aufstocken und mit einem Renaissance-Arkadengang verbinden. Um 1590 errichtete er die Kleine Burg. Nach Wilhelms Tod übernahm die Regentschaft dessen jüngerer Bruder Peter Wok von Rosenberg. Er musste wegen zunehmender Verschuldung infolge der Erschöpfung der Silberminen Schloss und Herrschaft Krumau an den böhmischen Landesherrn Rudolf II. verkaufen. Dieser überließ das Schloss seinem illegitimen Sohn Julius d’Austria, den er bis zu dessen Tod 1609 auf dem Schloss gefangen setzte, nachdem dieser am Faschingsmontag, 18. Februar 1608, im Schloss seine Geliebte Margarete Pichler ermordet hatte.
Nach der Schlacht am Weißen Berg 1620 schenkte Ferdinand II. Schloss und Herrschaft Krumau 1622 dem Hans Ulrich von Eggenberg aus  der steirischen Adelsfamilie der Eggenberg. Sie hatte sich in der Katholischen Liga Verdienste erworben und wurde auf diese Weise belohnt. Unter ihrer Herrschaft erfolgte 1680 der barocke Ausbau der Oberen Burg, wobei auch der Schlossgarten angelegt und darin ein hölzernes Theatergebäude errichtet wurde. 1706–1708 erfolgte der Bau des Lustschlosses Bellaria. Nach dem Tode des kinderlosen Ehepaares Johann Christian von Eggenberg (1649–1710) und Maria Ernestine geb. von Schwarzenberg (1649–1719) ging das Schloss in das Eigentum des Hauses Schwarzenberg über.

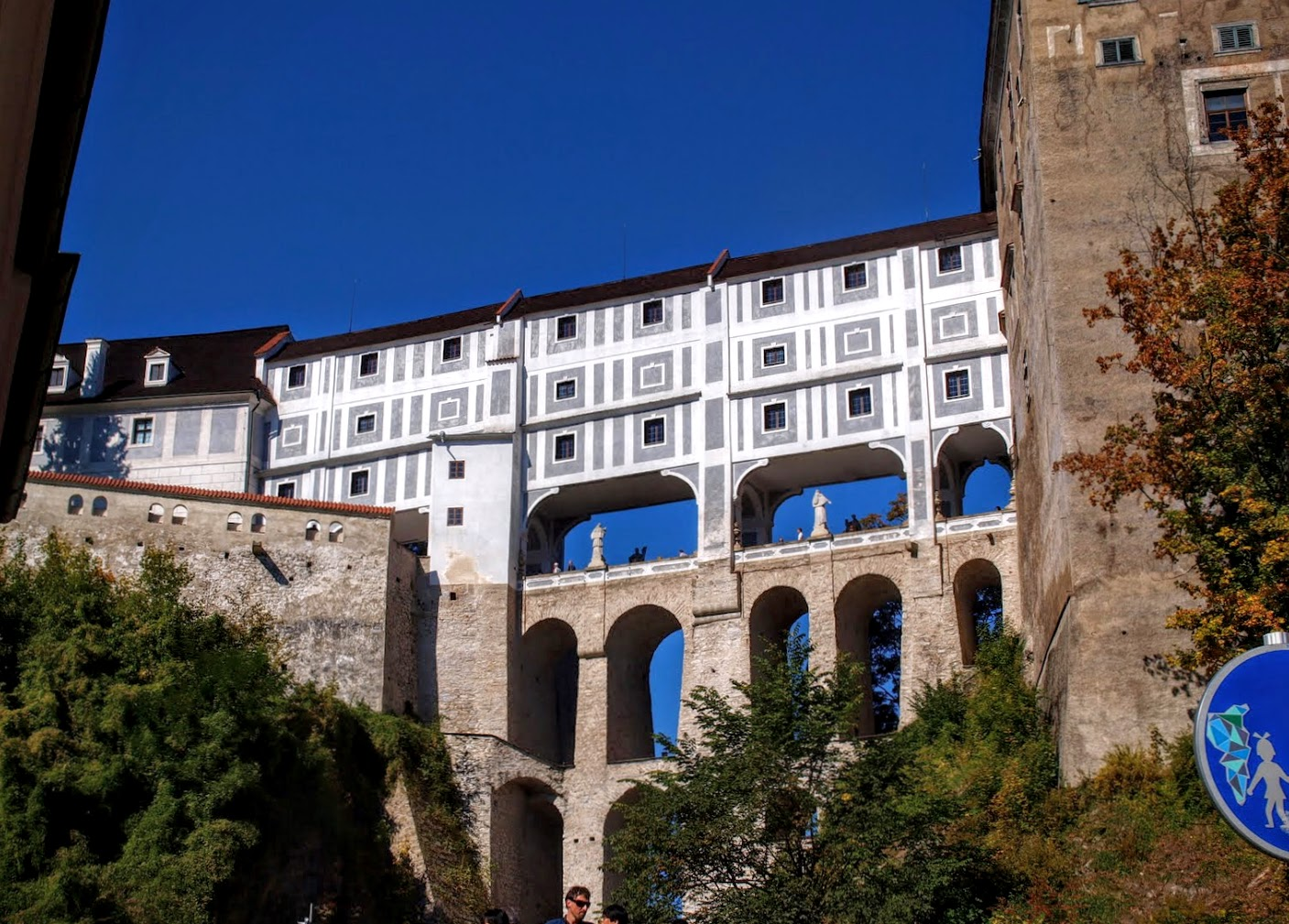
Mantelbrücke

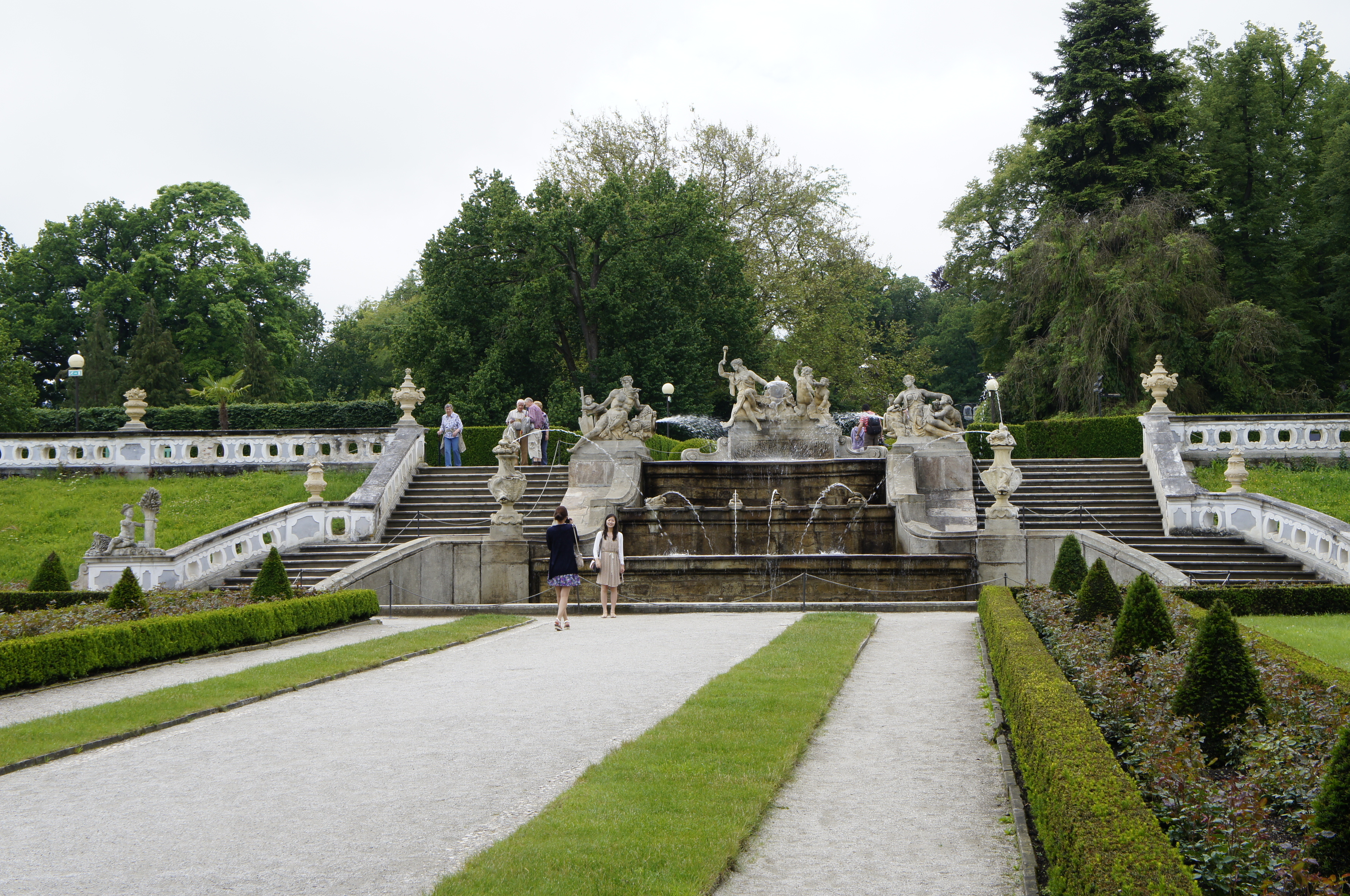
Schlossgarten

Von 1719 bis 1947 gehörten Schloss und Herrschaft Krumau ununterbrochen der Adelsfamilie Schwarzenberg. Während ihrer Herrschaft wurde die Krumauer Schlossresidenz im 18. Jahrhundert im Stil des Barock umgestaltet. 1728–1730 wurde das Gebäude der Schlossmünze nach einem Plan von Anton Erhard Martinelli erweitert, 1747 die Winterreitschule nach Plänen von Andrea Altomonte errichtet. Zudem wurden die Obergeschosse der Privatresidenz sowie der Schlosskapelle St. Georg ausgebaut und das Lustschloss Bellaria sowie der Maskensaal ausgemalt. 1760 wurde das Schlosstheater neu errichtet. Mit dem Ausbau der Mantelbrücke 1767 wurde ein dreigeschossiger Verbindungsgang zwischen Residenz, Garten und Theater geschaffen.
Durch den Umzug der Fürstenfamilie Schwarzenberg nach Frauenberg 1871 verlor das Schloss seine Funktion als Residenz, blieb jedoch herrschaftliches Verwaltungszentrum. Fürst Adolph Schwarzenberg wurde 1939 von den deutschen Besatzern auf Befehl Heinrich Himmlers enteignet, erhielt seinen Besitz in der Dritten Tschechoslowakischen Republik 1945 zurück und wurde nach dem Februarumsturz 1948 mit der Lex Schwarzenberg von den Kommunisten enteignet. Sein Erbe Karel Schwarzenberg, 2007–2009 und 2010–2013 Außenminister der Tschechischen Republik, focht dieses Gesetz nach der Samtenen Revolution 1990 nicht mit Rechtsmitteln an.
In den Jahren 1988 und 1989 diente das Schloss als Kulisse für den Märchenfilm Sieben auf einen Streich, einer Verfilmung des Märchens vom tapferen Schneiderlein.

### Schlossturm
Der walzenförmige Turm mit sechs Stockwerken hat eine Höhe von 54,5 Metern und hat an der Basis 12 Meter Durchmesser. Der Unterteil mit den ersten zwei Stockwerken ist wesentlich breiter und vom Oberteil durch ein Gesims getrennt  Die Fassade ist mit gemalter Bossage geschmückt. Das  Außenmauerwerk des dritten Stocks hat eingebrochene kreisförmige Fenster mit halbkreisförmig gewölbten Nischen. Der vierte Stock ist ein hoher Raum mit der Glockenbank und vier Glocken von 1405, 1671 und 1741. Im fünften Stock befindet sich ein Arkadenlaufgang mit Tonnengewölbe mit dreieckigen Stichkappen. Im sechsten Stock mit runden Fenstern befindet sich an der Fassade eine Uhr. Über der Balkendecke gibt es einen Dachbodenraum, der die Unterteile des Dachstuhles enthält. An der Spitze des Turmes ist eine Laterne mit versetzten Glocken für das Stunden- und Viertelstundenschlagen.
Die Turmmasse ist vom Kern gotisch, und im Renaissanceanbau verrät sie ihre Entwicklung in ihrer Außenansicht. Der Turm gehört zweifellos in das 13. Jahrhundert, ebenso wie der anliegende Trakt. Am ältesten ist der Unterteil im Bereich des Erdgeschosses und des ersten Stockes. Es kann vermutet werden, daaa der zweite Stock irgendwann im 14. Jahrhundert entstanden ist. Der dritte Stock gehört zum Renaissanceglockenraum, aber sein gotischer Ursprung ist nicht auszuschließen. Im Glockenraum ist eine Glocke mit dem Datum von 1406 erhalten. Der Turm wurde in seine heutige Gestalt im Jahre 1581 zweifellos nach einem Entwurf von Baldassare Maggi d´Arogno fertiggebaut. Im Jahre 1590 wird über die Bemalung des Turmes sowie der Kleinen Burg vom Maler Bartoloměj Beránek berichtet. Schlossturm und Kleine Burg sind reich an gotischen und Renaissanceelementen.
1690 wurde der Schlossturm gründlich restauriert. Der mit den Kupferarbeiten beauftragte Hauptmeister war der Kupferschmied und Bürger Jan Steckel, dem drei Arbeiter zur Seite standen. Für die Schindeldeckung von Dächern und Überdachungen wurden Kupferbleche Jindřichův Hradec (deutsch, Neuhaus) verwendet. Zugleich wurde aus Kupfer ein neuer Hauptturmknopf mit Wimpel und gehämmerten Wappen gefertigt, die das eggenbergische und schwarzenbergische Adelsgeschlecht zeigten.
1947 wurde eine große Restaurierung und Sicherung des Turmes durchgeführt. In den Jahren 1994–1996 wurden die Turmmalereien restauriert und zum Teil rekonstruiert, und der Turm wurde insgesamt renoviert.
Nach fast 200 Jahren wurde am 22. August 1991 der Turmknopf geöffnet. Dabei wurde in einem Blechkasten gefunden: Ein Pergamentblatt mit Text aus dem Jahre 1690 und mit einer Zuschrift aus dem Jahre 1794; 10 Stück silberne Dreikreuzermünzen eggenbergischer Prägung aus der Münzstätte in Český Krumlov (4 Stück von 1677, 6 Stück von 1685); Bruchteile von drei verschiedenen Siegeln aus Naturwachs; Reliquien aus Krummauer Klöstern der Jesuiten, Minoriten, Klarissinnen sowie ein Stück Edelkoralle.
Der Turm ist ein Symbol von Český Krumlov und Ausdruck seiner reichen Geschichte und Schönheit. Der Schriftsteller Karel Čapek beschrieb den Turm von Krumlov als „den turmförmigsten Turm aller Türme“.

## Belege
1. ↑  Nationalinstitut für Denkmalpflege (Národní památkový ústav)
2. 1 2  
Das Schloß Český Krumlov in der Zeit der Gotik
3. ↑  Jitka Šimáková: Ceský Krumlov [Krumau Schloßbibliothek]
4. 1 2 3 4  
Schlossturm  Sdružení Oficiálního informačního systému Český Krumlov, 1999
5. ↑  Aus der Geschichte des Schloßturmes in Český Krumlov Sdružení Oficiálního informačního systému Český Krumlov, 1999.
6. ↑  Aus der Geschichte des Schlossturmes in Český Krumlov (castle.ckrumlov.cz Abgerufen am 14. Dezember 2022.)

Schloss Bechyně |
Schloss Blatná |
Schloss Červená Lhota |
Schloss Český Krumlov |
Burg Choustník |
Burg Cuknštejn |
Burg Dívčí Kámen |
Burg Helfenburk |
Schloss Hluboká nad Vltavou |
Schloss Jindřichův Hradec |
Schloss Kratochvíle |
Burg Kuklov |
Burg Landštejn |
Schloss Lnáře |
Schloss Měšice |
Burg Nové Hrady |
Schloss Ohrada |
Burg Orlík |
Burg Rožmberk |
Burg Strakonice |
Schloss Třeboň |
Schloss Vimperk |
Burg Zvíkov
Koordinaten: 48° 48′ 45″ N, 14° 18′ 55″ O